# Plagiohammus laceratus
Plagiohammus laceratus är en skalbaggsart som först beskrevs av Bates 1885.  Plagiohammus laceratus ingår i släktet Plagiohammus och familjen långhorningar. Inga underarter finns listade i Catalogue of Life.